# Фібринолізин
Фібринолізин (Міжнародна непатентована назва Fibrinolysin; плазмін) — фермент, що є компонентом природної антикоагулянтної системи крові; розщеплює білок крові фібрин. Фібринолізин складається з двох поліпептидних ланцюгів, легкого та важкого, з'єднаних дисульфідним зв'язком.
Добувають із профібролізину плазми людини шляхом його ферментативної активації трипсином.
Фібролізин містять деякі бактерії-паразити, наприклад: Y. pestis[джерело?].
Основні фізико-хімічні властивості: аморфний порошок білого кольору, гігроскопічний.
Форма випуску: порошок ліофілізований для приготування розчину для ін’єкцій.

## Фармакотерапевтична група
B01A D05 — антитромботичні засоби.

## Показання
Тромбоемболії легеневих і периферичних артерій, тромбоемболії мозкових судин, інфаркт міокарда, гострий тромбофлебіт та загострений хронічний тромбофлебіт. Фібринолізин сприяє загоєнню незначних опіків, поверхневих ран, виразок, післяопераційних ран та поверхневих гематом.[джерело?] Використовується як місцева загоювальна мазь у поєднанні з ферментом дезоксирибонуклеазою[джерело?].

## Протипоказання
Геморагічні діатези, кровотечі, рани, гострі гепатити, цирози печінки, виразкова хвороба шлунку та 12-палої кишки, нефрити, фібриногенопенії, туберкульоз легенів у гострій формі, променева хвороба. Перенесена в попередні 10 днів операція, травма, біопсія, пункція великих судин. Анафілактична реакція в анамнезі, періоди вагітності та годування груддю, дитячий вік.
Відносним протипоказанням є високий артеріальний тиск при мозкових ураженнях (систолічний — 220 мм рт. ст., діастолічний — 120 мм рт. ст.). Якщо тиск вищий, призначення можливе лише за життєвими показаннями.